# Egira tibori
Egira tibori is een vlinder uit de familie uilen (Noctuidae). De wetenschappelijke naam is voor het eerst geldig gepubliceerd in 1994 door Hreblay.
De soort komt voor in Europa.